# Докинс, Уильям Бойд
Сэр Уи́льям Бойд До́кинс (англ. William Boyd Dawkins; 26 декабря 1838, Уэлшпул, Поуис — 15 января 1929, Чешир) — британский геолог и археолог, рыцарь бакалавр, член Лондонского королевского общества, Королевского общества древностей и Геологического общества Лондона.
Куратор Манчестерского музея и профессор геологии в Манчестерском университете Виктории. Исследовал фоссилии и доисторического человека. Принимал участие в прокладке тоннеля под рекой Хамбер и попытку постройки тоннеля на Ла-Маншем.

## Биография
Уильям Бойд Докинс родился в доме священника Баттингтона, графство Монтгомеришир. В пять лет начал собирать фоссилии в местной угольной шахте. Семья переехала в Флитвуд где он учился в школе Россалл. В это же время он начал собирать валунный суглинок которой стал основой для его первой геологической коллекции. После окончания школы поступил в Колледж Иисуса (Оксфорд).
После окончания колледжа в 1862 году стал членом Геологической службы Великобритании, работал в районе города Кент и реки Темза. В 1869 году был избран в Геологическое общество Лондона и назначен куратором Манчестерского музея (занимал пост до 1890 года).
В 1870 году стал вести лекции Манчестерского университета Виктории. Трижды был президентом Манчестерского геологического и горного общества: 1874-75, 1876-77 и 1886-87. В 1880 году — член Американского философского общества. С 1911 по 1912 года был президентом 
Кембрийской археологической ассоциации, в период с 1913 по 1919 годы освещал Первую мировую войну.
В 1919 году был посвящен в рыцари за «заслуги в геологии». Скончался 15 января 1929 года в Чешире.